# Callidium
Genre
Callidium est un genre d'insectes coléoptères de la famille des Cerambycidae.

## Liste des espèces
Selon ITIS (19 janv. 2015) :
- Callidium angustipennis Chemsak, 1964
- Callidium antennatum Newman, 1838
- Callidium californicum Casey, 1912
- Callidium cicatricosum Mannerheim, 1853
- Callidium frigidum Casey, 1912
- Callidium hoppingi Linsley, 1957
- Callidium juniperi Fisher, 1920
- Callidium leechi Linsley et Chemsak, 1963
- Callidium powelli Linsley et Chemsak, 1963
- Callidium pseudotsugae Fisher, 1920
- Callidium rufipenne Motschulsky, 1860
- Callidium schotti Schaeffer, 1917
- Callidium sempervirens Linsley, 1942
- Callidium sequoiarium Fisher, 1920
- Callidium texanum Schaeffer, 1917
- Callidium vandykei Linsley, 1957
- Callidium violaceipenne Linsley et Chemsak, 1963
- Callidium violaceum (Linnaeus, 1758)
- Callidium viridocyaneum Linsley et Chemsak, 1963
- Callidium bifasciatum Fabricius, 1787 - incertae sedis
- Callidium brevicorne Olivier, 1790 - incertae sedis

Selon Fauna Europaea (19 janv. 2015), on trouve en Europe :
- Callidium aeneum (De Geer, 1775)
- Callidium coriaceum Paykull, 1800
- Callidium violaceum (Linnaeus, 1758)